# Holothuria duoturriforma
Holothuria duoturriforma is een zeekomkommer uit de familie Holothuriidae.
De wetenschappelijke naam van de soort werd in 2007 gepubliceerd door A.S. Thandar.